# Jolien Knollema
Jolien Knollema (Haren, 5 januari 2003) is een Nederlands volleybalspeelster. Ze kwam in Nederland uit voor Oranje Nassau, Sudosa-Desto en Team Eurosped. Vanaf 2021 kwam Knollema twee jaar uit voor het Italiaanse Azzurro Volley Firenze. Deze club verruilde ze in 2023 voor het Duitse MTV Stuttgart.

## Carrière
Jolien Knollema begon haar carrière bij Oranje Nassau in Groningen. Hierna kwam ze een aantal jaren uit voor Sudosa-Desto in Assen. Ze kwam vervolgens uit voor Team Eurosped uit Vroomshoop, waarvoor ze debuteerde in de eredivisie. In 2021 tekende ze een tweejarig contract bij het Italiaanse Azzurri Volley Firenze. Nadat haar contract afliep, maakte Knollema de overstap naar het Duitse MTV Stuttgart. In 2024 bekroonde Knollema haar eerste seizoen met het Duitse kampioenschap door concurrent Schweriner SC te verslaan.
Knollema komt ook uit voor de Nederlandse volleybalploeg. In 2022 debuteerde ze in een Nations League duel. Via een topklassering op de wereldranglijst wisten Knollema en haar landgenotes zich te plaatsen voor de Olympische Spelen van 2024. Op 6 juli 2024 werd bekend dat Knollema door bondscoach Felix Koslowski was opgenomen in de selectie van Nederland op de Olympische Spelen.